# Bára Oborná
Bára Oborná (ur. 12 stycznia 2000) – czeska siatkarka, grająca na pozycji libero. Obecnie występuje w drużynie TJ Sokol Šternberk.